# Tan (Staat)
Der Staat Tan (郯國 / 郯国,  Tánguó) war ein kleines Lehnsfürstentum in der Zeit der Frühlings- und Herbstannalen auf dem Gebiet des Kreises Tancheng (郯城县) in der heutigen ostchinesischen Provinz Shandong in China. Er wurde zu Anfang der Zeit der Streitenden Reiche von dem Staat Yue zerstört.
Die Stätte der alten Hauptstadt des Staates Tan (郯国故城,  Tanguo gucheng) im Norden des Kreises Tancheng steht seit 2006 auf der Liste der Denkmäler der Volksrepublik China (6-119).
Der Staat darf nicht mit dem im Chinesischen gleichlautenden, aber anders geschriebenen Staat Tan (谭国 / 譚國,  Tánguó) verwechselt werden, der auf dem Gebiet der heutigen Stadt Zhangqiu, ebenfalls in der Provinz Shandong, lag.